# جک پرکینز
جک پرکینز (انگلیسی: Jack Perkins؛ زادهٔ ۲۸ دسامبر ۱۹۳۳ - درگذشته ۱۹ اوت ۲۰۱۹) یک خبرنگار جنگ، و روزنامه‌نگار اهل ایالات متحده آمریکا بود.
او دانش‌آموختهٔ رشتهٔ علوم سیاسی در دانشگاه کیس وسترن رزرو است و آسوشیتد پرس او را «باسوادترین خبرنگار آمریکا» لقب داده‌است.
از فیلم‌ها یا مجموعه‌های تلویزیونی که وی در آن‌ها نقش داشته‌است، می‌توان به بیوگرافی اشاره نمود.